# Island City
Island City és una població dels Estats Units a l'estat d'Oregon. Segons el cens del 2000 tenia 916 habitants.

## Demografia
Segons el cens del 2000, Island City tenia 916 habitants, 357 habitatges, i 280 famílies. La densitat de població era de 406,5 habitants per km².
Dels 357 habitatges en un 31,9% hi vivien nens de menys de 18 anys, en un 70,6% hi vivien parelles casades, en un 6,4% dones solteres, i en un 21,3% no eren unitats familiars. En el 17,9% dels habitatges hi vivien persones soles el 9,2% de les quals corresponia a persones de 65 anys o més que vivien soles. El nombre mitjà de persones vivint en cada habitatge era de 2,57 i el nombre mitjà de persones que vivien en cada família era de 2,87.
Per edats la població es repartia de la següent manera: un 23,7% tenia menys de 18 anys, un 7,1% entre 18 i 24, un 24,7% entre 25 i 44, un 28,2% de 45 a 60 i un 16,4% 65 anys o més.
L'edat mediana era de 42 anys. Per cada 100 dones de 18 o més anys hi havia 94,2 homes.
La renda mediana per habitatge era de 43.977$ i la renda mediana per família de 49.327$. Els homes tenien una renda mediana de 39.250$ mentre que les dones 20.486$. La renda per capita de la població era de 19.138$. Aproximadament el 3,3% de les famílies i el 5,9% de la població estaven per davall del llindar de pobresa.

## Poblacions més properes
El següent diagrama mostra les poblacions més properes.